# Морские пауки
Морски́е пауки́, или многоколенчатые (лат. Pycnogonida) (от др.-греч. πυκνός «толстый», «плотный» + др.-греч. γόνυ «колено») — класс морских членистоногих из подтипа хелицеровых (Chelicerata). Включает единственный нынеживущий отряд лат. Pantopoda «всеногие», ср. чеш. nohatky «ногатки», словен. nogači «ногачи». Обитают практически на всех глубинах, от литорали до абиссали, в условиях нормальной солености. Встречаются во всех морях. Известно более 1000 современных видов.

## Внешнее строение
Тело морских пауков состоит из двух отделов (тагм) — сегментированной просомы и маленькой несегментированной опистосомы. Просома может иметь цилиндрическую (Nympnon sp.) или дисковидную (Pycnogonium sp.) форму. Во втором случае оно уплощено в дорсовентральном направлении. Длина пантопод 1-72 мм; размах ходильных ног от 1,4 мм до 50 см.

### Просома
Просома образована четырьмя (редко 5-6) сегментами, первый и последний из них сложные по происхождению и являются результатом слияния нескольких метамеров. Передний «сегмент» принято называть головным отделом. Фронтальная его часть несёт мощный вырост — хоботок, на дистальном конце которого располагается Y-образное ротовое отверстие, окружённое тремя хитиновыми губами (одной дорсальной и двумя вентролатеральными), маркирующими три соответствующих антимера, которыми и образован хоботок. Последний может быть разнообразной формы — цилиндрический, конический и пипетковидный со вздутием в проксимальной, центральной или дистальной части. Иногда на хоботке может быть выражена поперечная перетяжка, по которой хоботок может складываться и подгибаться под просому. Природа хоботка не совсем ясна и вызывает массу споров.

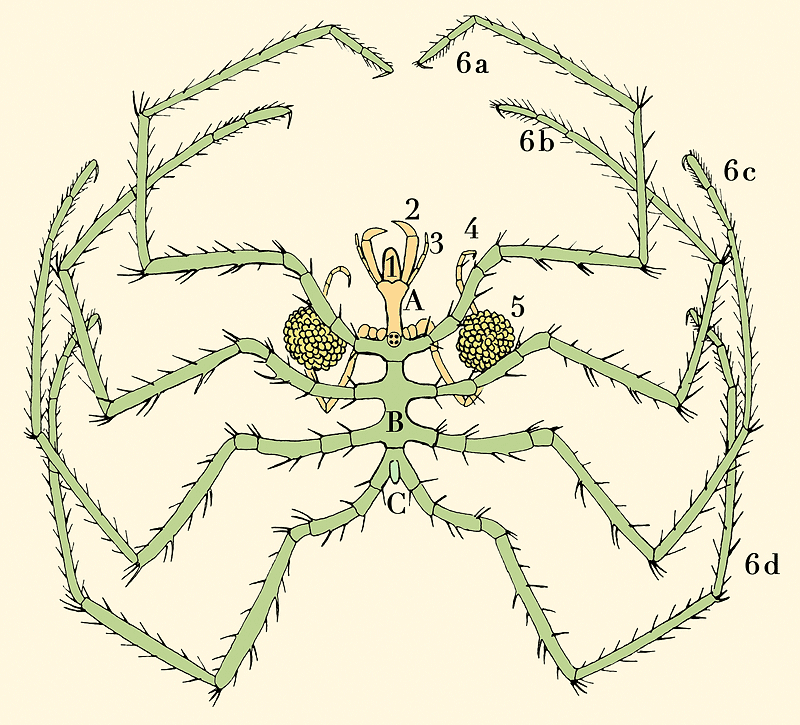
Внешнее строение самца морского паука.

На дорсальной поверхности головного отдела находится так называемый глазной бугорок. Его форма может быть разнообразной — цилиндрической, конической, уплощённо-конической, нести разнообразные хитиновые выросты и шипы. Внутренняя часть глазного бугорка занята четырьмя простыми глазками, два из которых смотрят вперед, а два — назад. У ряда видов (например, у Anoplodactylus petiolatus) отмечено, что передняя пара глазков больше, чем задняя. У глубоководных форм фоторецепторы редуцированы. При этом сначала исчезают глаза, а потом сглаживается глазной бугорок вплоть до его полной редукции (Nymphon procerus — глубина обитания от 2500 м до 6000м). Так у представителей Nymphon longicoxa, Heteronymphon sp., которые могут обитать на разной глубине, наблюдается разная степень редукции зрительного аппарата в пределах одного вида. У представителей, обитающих на небольшой глубине, глаза развиты хорошо, но по мере увеличения глубины и уменьшения количества света пигмент глазков пропадает, глаза становятся мельче и в конце концов редуцируются окончательно.
Помимо описанных выше структур просома несёт ряд членистых конечностей.
Первая пара — хелифоры — крепятся дорсально, по сторонам хоботка, у его основания. Состоят из 2-3 члеников. Первые два членика каждой хелифоры формируют настоящую клешню (Nymphon sp.), внутренний палец которой подвижен, а наружный — неподвижен. В ряде случаев клешня может отсутствовать, и тогда хелифора имеет вид небольшого двучленистого щупика (Achelia sp.), или же она может вовсе отсутствовать (Pycnogonum sp.). Клешня, если она имеется, может быть вооружена хитиновыми зубцами (Pseudopallene sp.). Кутикула хелифоры заметно толще, чем на других участках тела.
Вторая пара — пальпы — пара небольших конечностей, которые крепятся вентролатерально, у основания хоботка. Количество члеников варьирует от двух до восьми. Как и хелифоры, пальпы могут быть длиннее (Achelia sp.) или короче (Neopallene sp.) хоботка, а также могут подвергаться полной редукции (Phoxichilidium sp., Pallene sp.). Это происходит и у паразитов, и у свободноживущих форм. Причина их редукции неясна. Функционально пальпы являются сенсорными придатками.
Третья пара — яйценосные ножки — членистые придатки, расположенные вентрально, около латеральных отростков, к которым крепится первая пара ходных ног. У ряда видов отражают половой диморфизм. Имеются у самцов всех ныне известных видов, и могут быть в разной степени развиты у самок. Так у самок Phoxichilidium sp. яйценосные ножки отсутствуют вовсе, а у самок Nymphon sp. имеются, хотя могут быть меньше, чем у самца того же вида. Функция этих конечностей — вынашивание яиц и молоди, чем занимается исключительно самец. Помимо этого, яйценосные ножки используются морскими пауками для очистки тела от обрастателей и детрита. Согласно данным московской исследовательницы Богомоловой, последнюю функцию стоит считать первичной для рассматриваемых придатков.
Остальные конечности представлены ходильными ногами, которые крепятся к специальным латеральным выростам просомы. Количество их в подавляющем большинстве случаев равно восьми. Однако среди морских пауков встречаются формы с пятью (Pentanymphon sp., Pentapycnon sp., Decalopoda sp.) и шестью (Dodecalopoda sp) парами ходильных ног.

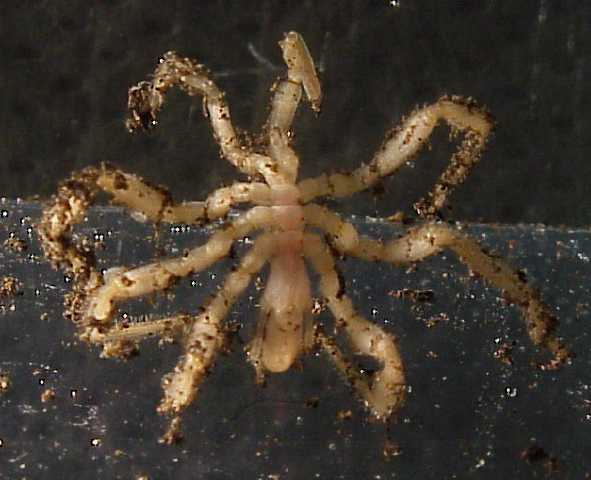
Морской паук, вид сверху

Типичная ходильная нога состоит из восьми члеников. Обозначаются они следующим образом — три проксимальных членика принято называть «coxae» и присваивать им соответствующие индексы от одного до трёх, начиная с проксимального; далее располагается «femur»; следующие два членика обозначает как «tibia» с индексами один и два; предпоследний — «tarsus» и самый дистальный членик — «propodus». Бедренные членики у самок вздуты. В эту часть ноги заходятся выросты гонады. В период размножения яйцеклетки становятся хорошо заметными и приобретают оранжевый или жёлтый цвет за счёт желтка, который они содержат. На втором коксальном членике каждой ходильной ноги или их части располагаются небольшие половые отверстия (гонопоры), которые закрыты специальной крышечкой (оперкулюмом).
Дистальный членик ходильной ноги несёт несколько коготков, среди которых различают один основной (самый крупный) и несколько придаточных (меньшего размера). С их помощью морской паук может цепляться за окружающие его предметы при перемещении. Помимо этого, коготки позволяют ему удерживаться на субстрате при сильном течении.
На ходильных ногах и на теле морского паука расположены многочисленные волоски. Их число возрастает к дистальным частям члеников. К этим волоскам подходят нервные окончания. Вероятно, эти образования являются механорецепторами.
Среди морских пауков могут попадаться особи, у которых ходильные ноги имеют меньший размер и более светлую окраску по сравнению с остальными. По всей видимости, это результат регенерации. Пикногонида, потеряв несколько конечностей, может легко их восстановить. Способность регенерировать конечности — относительно примитивный признак. Так сенокосец, автотомировавший одну из ходных ног, уже не способен регенерировать новую, что является одним из доказательств его высокого уровня организации.

### Опистосома
У всех современных морских пауков данный отдел тела несегментирован. Имеет цилиндрическую форму. Чаще всего слегка отогнут на дорсальную сторону. Никаких конечностей не несёт. На дистальном его конце располагается анальное отверстие.
Известно, что ископаемые формы, такие как Palaeisopus problematicus и Palaeopantopus maucheri, имели внешне сегментированную опистосому, однако конечностей она уже не несла.

## Внутреннее строение

### Пищеварительная система
Пищеварительная система морских пауков представлена малодифференцированной сквозной трубкой. Она имеет одну отличительную особенность, уникальную для данной группы — наличие дивертикул, которые являются латеральными выростами кишки. Они заходят в каждую ходную ногу, а часто и хелифоры, пронизывая их иногда до самого последнего членика — проподуса.
В пищеварительной системе принято выделять три отдела — передний, средний и задний. Они отличаются не только морфологически, но и закладываются по-разному в ходе эмбрионального развития. Передний и задний отдел пищеварительной системы закладываются как дериваты эктодермы, а средняя имеет энтодермальное происхождение.
Передняя кишка начинается Y-образным ротовым отверстием, расположенным на дистальном конце хоботка. Специальный мышечный аппарат закрывает ротовое отверстие, когда пикногонида не питается. Далее следует небольшая ротовая полость. Она может быть выражена в той или иной степени. Так у Pseudopallene spinipes эта полость хорошо читается на гистологических препаратах. На хитинизированных стенках располагаются многочисленные кутикулярные выросты, концы которых могут выходить из ротового отверстия. Далее располагается глотка с очень сложным цедильным аппаратом, который образован многочисленными кутикулярными зубцами, дистальные концы которых направлены в сторону ротового отверстия. Они не позволяют крупным частицам пищи попадать в последующие отделы пищеварительной системы. За глоткой следует короткий пищевод, выстланный столбчатым эпителием.
Средняя кишка занимает центральное положение в теле. От её центральной части отходят латеральные выросты — дивертикулы. Никаких специализированных желёз не обнаружено. Стенка этого отдела сформирована однослойным кишечным эпителием. Клетки содержат большое количество гранул, которые красятся бром-феноловым синим и суданом чёрным B, что указывает на белково-липидную природу содержимого обозначенных вакуолей. Ядра клеток в большинстве случаев плохо различимы. Помимо этого, встречаются клетки, в цитоплазме которых количество везикул не столь велико, ядро хорошо прокрашивается гематоксилином Эрлиха. Клетки могут формировать псевдоподии и захватывать частички пищи.
Задний отдел — самый короткий. Он представляет собой трубку, на дистальном конце которой располагается анальное отверстие. Границу между средней и задней кишкой маркирует мышечный сфинктер.
Пищеварение комбинированное — полостное и внутриклеточное. Многочисленные секреторные клетки выделяют в полость кишки литические ферменты. Кроме этого, отдельные клетки захватывают частички пищи псевдоподиями. Непереваренные остатки удаляются через анальное отверстие.

### Нервная система
Нервная система морских пауков, как и большинства остальных членистоногих, представлена надглоточным ганглием (мозгом), подглоточным ганглием и брюшной нервной цепочкой (БНЦ).
Надглоточный ганглий морских пауков представляет собой единое образование, периферическая часть которого образована телами нервных клеток (нейронов), а центральная — их отростками, которые и формируют так называемый нейропиль. Надглоточный ганглий располагается под глазным бугорком, над пищеводом. От дорсальной поверхности мозга отходят два (Pseudopallene spinipes) или четыре (Nymphon rubrum) оптических(зрительных) нерва. Они направляются к глазкам, расположенным на глазном бугорке. Дистальная часть нервов формирует утолщение. Оно может оказаться зрительным ганглием. От фронтальной поверхности отходят ещё несколько нервов — один дорсальный нерв хоботка, пара нервов, которые иннервируют глотку, и ещё одна пара нервов, которые обслуживают хелифоры.
Подглоточный ганглий — сложный по происхождению нейромер, состоящий как минимум из двух отделов, о чем свидетельствуют особенности иннервации соответствующих конечностей. От его фронтальной поверхности отходит пара нервов, направленных в пальпы, а нервы, отходящие от вентральной поверхности, иннервируют яйценосные ножки. Помимо этого, имеется пара нервов, которая устремляется в хоботок, обслуживая мышцы глотки.
Брюшная нервная цепочка морских пауков состоит из нескольких (от 4 до 6) ганглиев, которые соединены продольными нервными тяжами (коннективами). От латеральных частей каждого такого ганглия отходит крупный нерв, иннервирующий ходные конечности. Последний ганглий у форм с 4 ганглиями в составе брюшной нервной цепочки сложный и состоит как минимум из трёх нейромеров. Опистосома иннервируется от последнего ганглия, собственных нейромеров не имеет.

### Органы чувств
Зрительный аппарат морских пауков представлен четырьмя медианными глазками, расположенными на глазном бугорке. Каждый глазок состоит из пигментного бокала, кутикулярной линзы и клеток ретины. Глаза рабдомного типа, как и у всех остальных членистогих (зрительный пигмент располагается на микровиллярных выростах ретинальных клеток). Детально организация такого глазка была описана M. Heb, R.R.Melzer и U.Smola на примере Anoplodacylus petiolatus (сем. Phoxichilidiidae). Непосредственно под кутикулой располагается слой эпидермы (в старой литературе распространён ещё термин «гиподерма»). Очень часто кутикула имеет хорошо выраженные линзовидные утолщения. Под слоем эпидермиса могут залегать слой тапетума, под которым располагаются ретинальные клетки. Апикальная часть каждой ретинальной клетки несёт большое количество электронноплотных гликогеноподобных гранул, которые окружены цистернами шЭПР. В средней части рассматриваемой клетки находится ядро с крупным ядрышком и большое количество митохондрий. Базальная часть представлена рабдомом (большим количеством клеточных выростов — микровиллей). От неё же отходит нервный отросток, перфорирующий четыре слоя пигментных клеток и в составе главного зрительного нерв направляется к надглоточному ганглию. Пигментные клетки формируют хорошо выраженную чашу, которая имеет окраску от светло-коричневой до практически чёрной. У ряда форм, обитающих на большой глубине, глазки и глазной бугорок подвергаются редукции.
Зрительный аппарат морских пауков, по всей видимости, не формирует никаких зрительных образов. Морские пауки способны ориентироваться по принципу «свет-тень», различая зоны с разной освещённостью. Согласно исследованиям, представители родов Nymphon sp. и Pycnogonum sp. имеют положительный фототаксис, который сменяется отрицательным, если освещённость превышает пороговые значения (для Pycnogonum litorale — 15 lux).
Обособленных дыхательных органов нет.
Кровеносная система состоит из сердца, простирающегося от глазного бугорка до основания брюшка и снабжённого 2—3 парами боковых щелей, а иногда одной непарной на заднем конце. Выделительные органы находятся во 2-й и 3-й парах конечностей и открываются на 4-м или 5-м их членике.
Полы раздельны; семенники имеют вид мешков и расположены в туловище по бокам кишечника, а позади сердца соединяются перемычкой; в 4—7-ю пары конечностей они дают отростки, достигающие конца 2-го членика, где на 6-й и 7-й парах (редко на 5 паре) и открываются половыми отверстиями; сходное строение имеют женские половые органы, но отростки их доходят до 4-го членика ног и открываются наружу на втором членике большей частью всех ног; у самцов на четвёртом членике 4—7-й пар конечностей имеются отверстия так называемых цементных желёз, выделяющих вещество, которым самец склеивает яички, отложенные самкой, в шары и прикрепляет их к своим конечностям третьей пары.

## Развитие
Половой диморфизм выражается в различном числе конечностей у полов, а также большем развитии шипов у самца. Яйцо довольно богато желтком, дробление его полное и равномерное или неравномерное, бластодерма образуется путём, сходным с деляминацией; яйцевую оболочку личинка покидает у большинства видов с 3—4 первыми парами конечностей, реже со всеми, и с возрастом после многократных линек постепенно приобретает остальные; личинки некоторых видов паразитируют на гидроидах.

## Экология
Пантоподы — исключительно морские членистоногие. Встречаются на разных глубинах (от нижней литорали до абиссали). Литоральные и сублиторальные формы обитают в зарослях красных и бурых водорослей, на грунтах различной текстуры. Тело морских пауков часто используется в качестве субстрата многочисленными сидячими и малоподвижными организмами (сидячими полихетами (Polychaeta), фораминиферами (Foraminifera), мшанками (Bryozoa), инфузориями (Ciliophora), губками (Porifera) и пр.). Периодические линьки позволяют организму избавиться от обрастателей, однако половозрелые (нелиняющие) особи такой возможности не имеют. Для чистки тела используются яйценосные ножки, если таковые имеются.

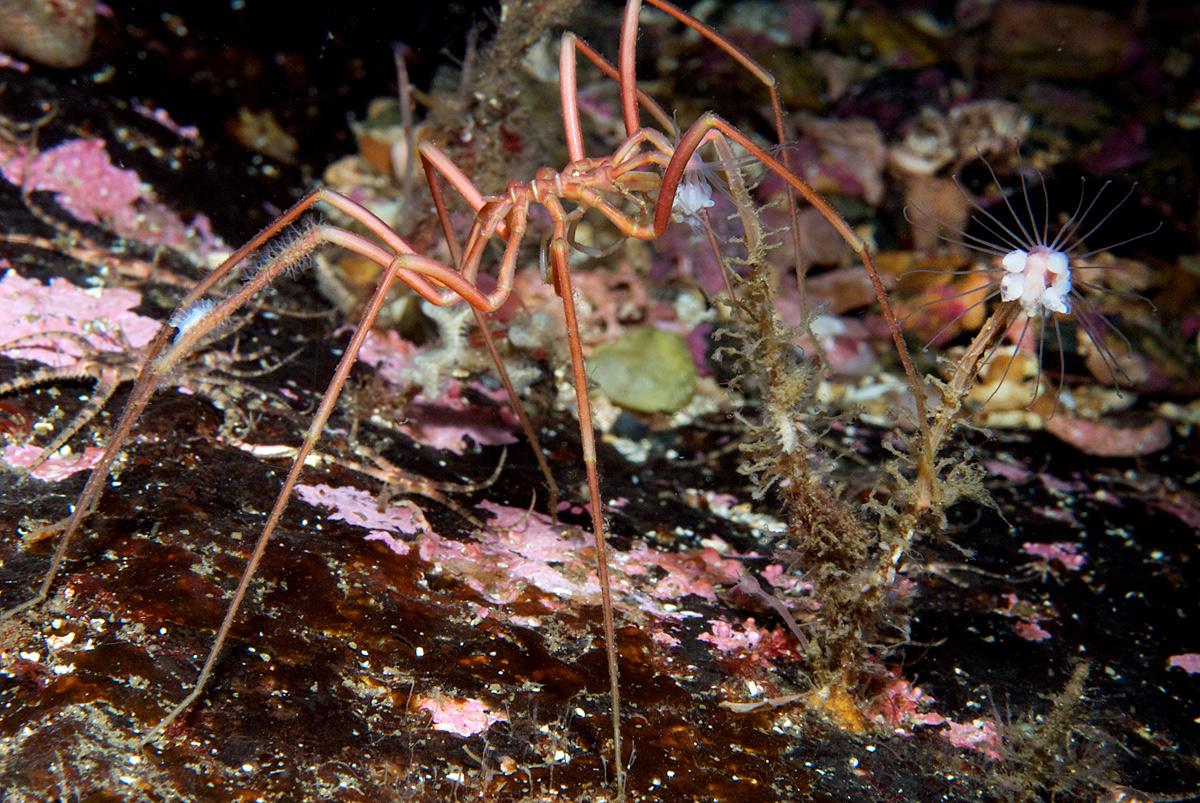
Морской паук поедает гидроида

В естественных условиях морские пауки медленно перемещаются по дну или водорослям, цепляясь коготками, расположенными по одному на последнем членике (propodus) каждой ходной ноги. Иногда морские пауки могут переплывать на небольшие расстояния, двигаясь в толще воды, оттолкнувшись конечностями и медленно ими перебирая. Чтобы опуститься на дно, они принимают характерную позу «зонтика», согнув все ходные ноги на уровне второго-третьего коксального членика (coxa1 и coxa2) на дорсальную сторону.
Морские пауки преимущественно хищники. Питаются они разнообразными сидячими или малоподвижными беспозвоночными — полихетами (Polychaeta), мшанками (Bryozoa), кишечнополостными (Cnidaria), голожаберными моллюсками (Nudibranchia), донными ракообразными (Crustacea), голотуриями (Holothuroidea). Съёмки Pantopoda в естественной среде обитания показали, что их любимое лакомство — актинии. В процессе питания морские пауки активно используют хелифоры, на дистальным конце которых располагается настоящая клешня. При этом морской паук не только держит ими добычу, но также может отрывать от неё кусочки и подносить к ротовому отверстию. Известны формы, хелифоры которых подверглись редукции. Это может быть выражено в уменьшении размеров (Amothella sp., Fragilia sp., Heterofragilia sp), исчезновении клешни (Eurycyde sp., Ephyrogymma sp.) и даже полностью (Tanystilla sp.) всей конечности. По всей видимости данная редукция может быть связана с увеличением размеров хоботка (так называемый компенсаторный эффект). Об особенностях питания таких форм ничего не известно.
Процесс питания морских пауков родов Nymphon, Pseudopallene несложно наблюдать в лабораторных условиях, однако не стоит забывать, что эти организмы способны к длительному голоданию (до нескольких месяцев) без видимого ущерба для организма. Для поддержания живой культуры морских пауков используются колониальные гидроиды и небольшие актинии в качестве корма.
Также в ряде случаев морские пауки могут быть комменсалами или паразитами. В силу отсутствия четкой границы между этими явлениями, иногда очень сложно понять, какая именно форма отношений связывает организмы. Например, ассоциация пантопод Anoplodactylus ophiurophilus и офиур рода Ophiocoma трактуется Слоаном как пример паразитизма, однако отрицательного действия ни со стороны морского паука, ни со стороны офиуры обнаружено не было. Хотя автор отмечает, что пикногониды концентрируются около ротового отверстия Ophiocoma, и, возможно, часть пищи офиуры достаётся морским паукам.
Известен также пример ассоциации морских пауков с голотуриями (Lecythorhynchus hilgendorfi и Holothuria lubrica соответственно). Японский исследователь Хироси Осима характеризует её как пример полупаразитизма. Этот же исследователь описал еще один тип взаимоотношений — между пикногонидами вида Nymphonella tapetis и двустворчатыми моллюсками Paphia philippinarum. В этом случае пикногониды, длина тела которых может достигать 7-10 мм, располагаются прямо в мантийной полости хозяина. Морские пауки могут поедаться хищниками — некоторыми видами рыб и ракообразных, на что указывает содержимое желудков последних.
Все описанные выше элементы поведения и примеры межвидовых отношений относятся исключительно к литоральным и сублиторальным формам. Особенности экологии обитателей батиали и абиссали неизвестны.

## Филогения
Группа Pantopoda имеет не вполне ясное таксономическое положение. Существует несколько гипотез на данный счёт.
- Морские пауки как группа, родственная хелицеровым (Chelicerata).

Многие современные исследователи придерживаются этой точки зрения. И это предположение было высказано ещё Ламарком в 1802 году, и в начале позапрошлого века он поместил группу Pycnogonides в Arachnida, посчитав их исходно наземными пауками, которые вторично перешли к водному образу жизни. Однако никаких фактических доказательств этому, кроме чисто внешнего сходства, Ламарк не привёл.

Позднее, в 1890 году, Морган, исследуя эмбриональное развитие представителей группы Pantopoda, приходит к заключению, что есть много сходства в развитии наземных пауков и морских пауков (например, особенности закладки и развития полости тела — миксоцеля, строения глаз, организации пищеварительной системы — наличие дивертикул). Опираясь на эти данные, он выдвигает предположение о возможности наличия родства между морскими и наземными пауками.
Далее, в 1899 году, Мейнерт указал на возможную гомологию хоботка морских пауков и рострума пауков, а также паутинных желёз личинок морских пауков и ядовитых желёз арахнид. В дальнейшем появлялись всё новые и новые факты, которые использовались в качестве доказательств родства рассматриваемых групп. И каждый исследователь, чья область интересов прямо или косвенно имела отношение к этой странной и малоизученной группе, считал своим долгом положить в копилку хоть одно доказательство. Так, например, было показано, что тело морских пауков и современных Chelicerata состоит из небольшого количества сегментов. Кроме того, нервная система характеризуется слиянием ганглиев брюшной нервной цепочки и отсутствием дейтоцеребрума (среднего отдела надглоточного ганглия). Однако согласно данным современных нейроанатомических исследований, все представители Chelicerata имеют хорошо выраженный дейтоцеребрум, в отличие от более старых представлений о его редукции. Данный отдел головного мозга иннервирует первую пару конечностей — хелифоры у пикногонид и хелицеры у хелицеровых. Помимо этого, принято гомологизировать конечности морских пауков и паукообразных. С этой точки зрения, хелифоры морских пауков соответствуют хелицерам, а пальпы — педипальпам. Количество ходных ног в обеих группах равно восьми. Однако исследователи обходят стороной ряд очевидных проблем. Яйценосные ножки морских пауков не имеют гомологов у паукообразных. Также известно, что в фауне морских пауков встречаются формы с пятью (Pentanymphon sp.) и даже шестью (Dodecalopoda sp.) парами ходных ног, что совсем не вписывается в данную концепцию. Помимо этого, не совсем ясно — какое количество сегментов включала в себя некогда членистая опистосома, несла ли она какие-либо придатки. Очевидно, что морфологическая основа для сближения морских пауков с хелицеровыми требует дальнейшей разработки и уточнения. 
Современное состояние данной гипотезы несколько изменилось. Группа Chelicerata включает в себя две самостоятельные подгруппы — Euchelicerata (Merostomata и Chelicerata s.s.) и собственно Pantopoda. Основанием для этого служат сходство тагмозиса — наличие в составе тела просомы и опистосомы, а также отсутствие антеннул.

Помимо морфологических доказательств, были получены молекулярные данные, указывающие на родство морских пауков и хелицеровых. Согласно анализу консервативных генов факторов элонгации EF-1a, EF-2, полимеразы II, 18S и 28S рРНК, 18S и D3 региона 28S рДНК, гистонов H3 и U2 мяРНК, морские пауки — это сестринская группа хелицеровых.
- Морские пауки как группа, родственная ракообразным (Crustacea).

Согласно второй гипотезе, морские пауки принадлежат группе Crustacea. Это предположение также появилось в начале XIX века. Одним из первых сторонников этого предположения был Савигни, который относил морских пауков к ракообразным, предполагая, что хоботок морских пауков гомологичен головному отделу ракообразных. В дальнейшем морские пауки были выделены другим исследователем — Эдвардсом — в отдельное семейство ракообразных — Araneiformes. Одним из основных доказательств этой гипотезы считается внешнее сходство личинки пикногонид (протонимфона) и науплиуса ракообразных. Сторонники этой точки зрения утверждают, что Crustacea и Pantopoda произошли от общего предка, имеющего шестиногую личинку. В дальнейшем этот предок дал начало двум ветвям — современным ракообразным и морским паукам. Первые характеризовались свободноживущей личинкой, обитающей в толще воды (науплиус), а вторые — прикрепленной личинкой, перешедшей к паразитированию на гидроидах (протонимфон). Однако конечности науплиуса и протонимфона не гомологичны друг другу. У первого первая пара конечностей представлена одноветвистыми антеннулами (антеннами первыми), вторая и третья — плавательными ногами (будущими антеннами вторыми и мандибулами). У протонимфона первая пара конечностей представлена хелифорами, которые сохраняются и у взрослой особи, а остальные две пары представлены личиночными ногами, которые в ходе развития подвергаются редукции. Таким образом, данная гипотеза имеет лишь историческую ценность как некоторый этап развития представлений о родстве морских пауков с одной из групп членистоногих.
- Морские пауки как группа, родственная клещам (Acari).

Данная гипотеза является частным примером первой, однако, несмотря на это, стоит вынести её на отдельное рассмотрение. В качестве основного доказательства используются элементы сходства шестиногой личинки клещей и протонимфона, а также сходство тагмозиса — наличие просомы и опистосомы. Однако ни первое, ни второе доказательство не могут быть достаточны для принятия данной гипотезы. Клещи являются крайне специализированными, малосегментными хелицеровыми. C морскими пауками их может объединять только паразитический образ жизни, который характерен для протонимфона и части клещей. В остальном же эти группы не имеют общих апоморфных признаков, которые бы их сближали.
- Морские пауки как самостоятельная группа членистоногих.

В настоящее время это крайняя точка зрения на данную проблему. Высказана в конце XX века Яном Зрзавым (1998). Опираясь на особенности морфологии и молекулярные данные, автор выделяет отдельную группу Pantopoda в ранге самостоятельного класса, тем самым дав начало спору между сторонниками родства Chelicerata и Pycnogonida и авторами настоящей гипотезы. Cпустя  10 лет окончательный ответ на вопрос не найден.

## Классификация
Известно 6 ископаемых видов морских пауков:
- Cambropycnogonon klausmulleri Waloszek, Dunlop, 2002 из позднекембрийских отложений Швеции;
- Haliestes dasos Siveter et al., 2004 из силурийских отложений Британских островов;
- Palaeisopus problematicus Broili, 1928 из раннедевонских отложений Германии;
- Palaeopantopus maucheri Broili, 1929 из раннедевонских отложений Германии;
- Palaeothea devonica Bergstrom et al., 1980 из раннедевонских отложений Германии;
- Flagellopantopus blocki Poschmann, Dunlop, 2006 из раннедевонских отложений Германии.

Современные авторы (Dunlop & Arango, 2005) помещают Pycnogonida или за пределами Arachnomorpha (Хелицеровые + Трилобиты) в качестве базального ствола Euarthropoda или в составе Chelicerata. Эта небольшая группа ещё слабо изучена, и классификация её не разработана. Известно около 1300 видов и 68 родов, которых объединяют в несколько семейств:
- Ammotheidae
- Austrodecidae
- Callipallenidae
- Colossendeidae
- Endeididae
- Endeididae
- Nymphonidae
- Pallenopsidae
- Phoxichilidiidae
- Pycnogonidae
- Rhynchothoracidae.

## Представители
- Род Pycnogonum с дисковидным телом, короткими и толстыми конечностями, первой и второй пар нет, третья — только у самцов; Pantopoda littorale распространён на небольших глубинах в европейских и некоторых других морях.
- Род Nymphon — тело тонкое с очень длинными и тонкими конечностями, имеются все конечности; Pantopoda longitarse в Сев. Атлантическом океане.
- Род Collossendeis — к нему принадлежат самые крупные виды, напр. Pantopoda proboscidea — тело до 8 см, а конечности до 30 см длины, в Сев. Ледовитом океане.